# Europamästerskapet i basket för damer 1997
Europamästerskapet i basket för damer 1997 spelades i Budapest, Pécs och Zalaegerszeg i Ungern och var den 26:e EM-basketturneringen som avgjordes för damer. Turneringen spelades mellan den 6 och 15 juni 1997 och totalt deltog tolv lag i turneringen där Litauen blev Europamästare före Slovakien och Tyskland, det var Litauens första EM-guld.

## Kvalificerade länder
| - Ungern (som arrangör) - Bosnien och Hercegovina - Italien - FR Jugoslavien - Litauen - Moldavien | - Ryssland - Slovakien - Spanien - Tjeckien - Tyskland - Ukraina |

## Gruppspelet

### Spelsystem
De tolv lagen som var med i EM var indelade i två grupper med sex lag i vardera. Alla lagen mötte alla en gång i sin grupp innan de fyra bästa lagen i varje grupp gick vidare till kvartsfinalspel, medan de två sämsta laget i varje grupp spelade om platserna nio till tolv. Seger i en match gav två poäng och förlust gav en poäng.
|  | Laget spelade om plats 1-8  |
|  | Laget spelade om plats 9-12 |

### Grupp A
| Plats | Nation      | Spelade | Vinster | Förluster | Mål       | Målskillnad | Poäng |
| --- | ----------- | ------- | ------- | --------- | --------- | ----------- | ----- |
| 1 | Litauen     | 5       | 4       | 1         | 394 – 368 | +26         | 9     |
| 2 | Spanien     | 5       | 3       | 2         | 382 – 361 | +21         | 8     |
| 3 | Tyskland    | 5       | 3       | 2         | 389 – 373 | +16         | 8     |
| 4 | Jugoslavien | 5       | 3       | 2         | 378 – 388 | -10         | 8     |
| 5 | Ukraina     | 5       | 2       | 3         | 377 – 380 | -3          | 7     |
| 6 | Tjeckien    | 5       | 0       | 5         | 366 – 416 | -50         | 5     |
| Inbördes möten avgör placering när tre lag hamnar på samma poäng Tyskland besegrade Spanien med 72-71 (+1 poäng), Spanien besegrade Jugoslavien med 86-71 (+15 poäng) och Jugoslavien besegrade Tyskland med 74-73 (+1 poäng), vilket gjorde att Spanien fick +14, Tyskland ±0 och Jugoslavien -14 i inbördes möten |             |         |         |           |           |             |       |

| 6 juni 1997 kl 15:00 (CET) | Tyskland | 72 – 71 (40-34) Rapport | Spanien | Zalaegerszeg |
| 6 juni 1997 kl 15:00 (CET) |          |                         |         | Zalaegerszeg |

| 6 juni 1997 kl 17:00 (CET) | Tjeckien | 82 – 89 (48-48) Rapport | Litauen | Zalaegerszeg |
| 6 juni 1997 kl 17:00 (CET) |          |                         |         | Zalaegerszeg |

| 6 juni 1997 kl 19:30 (CET) | Jugoslavien | 67 – 81 (41-36) Rapport | Ukraina | Zalaegerszeg |
| 6 juni 1997 kl 19:30 (CET) |             |                         |         | Zalaegerszeg |

| 7 juni 1997 kl 15:00 (CET) | Spanien | 82 – 78 (44-38) Rapport | Tjeckien | Zalaegerszeg |
| 7 juni 1997 kl 15:00 (CET) |         |                         |          | Zalaegerszeg |

| 7 juni 1997 kl 17:00 (CET) | Ukraina | 88 – 92 (46-49) Rapport | Tyskland | Zalaegerszeg |
| 7 juni 1997 kl 17:00 (CET) |         |                         |          | Zalaegerszeg |

| 7 juni 1997 kl 19:00 (CET) | Litauen | 79 – 82 (35-38) Rapport | Jugoslavien | Zalaegerszeg |
| 7 juni 1997 kl 19:00 (CET) |         |                         |             | Zalaegerszeg |

| 8 juni 1997 kl 15:00 (CET) | Ukraina | 62 – 76 (29-36) Rapport | Spanien | Zalaegerszeg |
| 8 juni 1997 kl 15:00 (CET) |         |                         |         | Zalaegerszeg |

| 8 juni 1997 kl 17:00 (CET) | Jugoslavien | 84 – 69 (44-42) Rapport | Tjeckien | Zalaegerszeg |
| 8 juni 1997 kl 17:00 (CET) |             |                         |          | Zalaegerszeg |

| 8 juni 1997 kl 19:00 (CET) | Tyskland | 67 – 75 (32-38) Rapport | Litauen | Zalaegerszeg |
| 8 juni 1997 kl 19:00 (CET) |          |                         |         | Zalaegerszeg |

| 10 juni 1997 kl 15:30 (CET) | Spanien | 86 – 71 (44-37) Rapport | Jugoslavien | Zalaegerszeg |
| 10 juni 1997 kl 15:30 (CET) |         |                         |             | Zalaegerszeg |

| 10 juni 1997 kl 17:30 (CET) | Litauen | 73 – 70 (35-33) Rapport | Ukraina | Zalaegerszeg |
| 10 juni 1997 kl 17:30 (CET) |         |                         |         | Zalaegerszeg |

| 10 juni 1997 kl 19:30 (CET) | Tjeckien | 65 – 85 (32-40) Rapport | Tyskland | Zalaegerszeg |
| 10 juni 1997 kl 19:30 (CET) |          |                         |          | Zalaegerszeg |

| 11 juni 1997 kl 15:30 (CET) | Litauen | 78 – 67 (39-42) Rapport | Spanien | Zalaegerszeg |
| 11 juni 1997 kl 15:30 (CET) |         |                         |         | Zalaegerszeg |

| 11 juni 1997 kl 17:30 (CET) | Tyskland | 73 – 74 (35-37) Rapport | Jugoslavien | Zalaegerszeg |
| 11 juni 1997 kl 17:30 (CET) |          |                         |             | Zalaegerszeg |

| 11 juni 1997 kl 19:30 (CET) | Ukraina | 76 – 72 (40-38) Rapport | Tjeckien | Zalaegerszeg |
| 11 juni 1997 kl 19:30 (CET) |         |                         |          | Zalaegerszeg |

### Grupp B
| Plats                                                            | Nation                  | Spelade | Vinster | Förluster | Mål       | Målskillnad | Poäng |
| ---------------------------------------------------------------- | ----------------------- | ------- | ------- | --------- | --------- | ----------- | ----- |
| 1                                                                | Slovakien               | 5       | 4       | 1         | 350 – 309 | +41         | 9     |
| 2                                                                | Ryssland                | 5       | 3       | 2         | 357 – 328 | +29         | 8     |
| 3                                                                | Ungern                  | 5       | 3       | 2         | 357 – 341 | +16         | 8     |
| 4                                                                | Moldavien               | 5       | 2       | 3         | 334 – 357 | -23         | 7     |
| 5                                                                | Bosnien och Hercegovina | 5       | 2       | 3         | 368 – 370 | -2          | 7     |
| 6                                                                | Italien                 | 5       | 1       | 4         | 324 – 385 | -61         | 6     |
| Inbördes möten avgör placering när två lag hamnar på samma poäng |                         |         |         |           |           |             |       |

| 6 juni 1997 kl 15:00 (CET) | Slovakien | 70 – 55 (30-32) Rapport | Moldavien | Pécs |
| 6 juni 1997 kl 15:00 (CET) |           |                         |           | Pécs |

| 6 juni 1997 kl 17:30 (CET) | Ungern | 69 – 70 (45-35) Rapport | Italien | Pécs |
| 6 juni 1997 kl 17:30 (CET) |        |                         |         | Pécs |

| 6 juni 1997 kl 19:30 (CET) | Bosnien och Hercegovina | 76 – 75 (39-37) Rapport | Ryssland | Pécs |
| 6 juni 1997 kl 19:30 (CET) |                         |                         |          | Pécs |

| 7 juni 1997 kl 15:00 (CET) | Italien | 55 – 81 (27-44) Rapport | Slovakien | Pécs |
| 7 juni 1997 kl 15:00 (CET) |         |                         |           | Pécs |

| 7 juni 1997 kl 17:00 (CET) | Ryssland | 75 – 66 (34-39) Rapport | Ungern | Pécs |
| 7 juni 1997 kl 17:00 (CET) |          |                         |        | Pécs |

| 7 juni 1997 kl 19:00 (CET) | Moldavien | 79 – 75 (38-28) (Förlängning: 10-6) Rapport | Bosnien och Hercegovina | Pécs |
| 7 juni 1997 kl 19:00 (CET) |           |                                             |                         | Pécs |

| 8 juni 1997 kl 15:00 (CET) | Ryssland | 66 – 52 (38-28) Rapport | Italien | Pécs |
| 8 juni 1997 kl 15:00 (CET) |          |                         |         | Pécs |

| 8 juni 1997 kl 17:00 (CET) | Ungern | 76 – 75 (47-38) Rapport | Moldavien | Pécs |
| 8 juni 1997 kl 17:00 (CET) |        |                         |           | Pécs |

| 8 juni 1997 kl 19:00 (CET) | Bosnien och Hercegovina | 53 – 64 (27-36) Rapport | Slovakien | Pécs |
| 8 juni 1997 kl 19:00 (CET) |                         |                         |           | Pécs |

| 10 juni 1997 kl 15:30 (CET) | Moldavien | 53 – 68 (29-36) Rapport | Ryssland | Pécs |
| 10 juni 1997 kl 15:30 (CET) |           |                         |          | Pécs |

| 10 juni 1997 kl 17:30 (CET) | Slovakien | 54 – 73 (27-44) Rapport | Ungern | Pécs |
| 10 juni 1997 kl 17:30 (CET) |           |                         |        | Pécs |

| 10 juni 1997 kl 19:30 (CET) | Italien | 79 – 97 (35-46) Rapport | Bosnien och Hercegovina | Pécs |
| 10 juni 1997 kl 19:30 (CET) |         |                         |                         | Pécs |

| 11 juni 1997 kl 15:30 (CET) | Ryssland | 73 – 81 (33-35) Rapport | Slovakien | Pécs |
| 11 juni 1997 kl 15:30 (CET) |          |                         |           | Pécs |

| 11 juni 1997 kl 17:30 (CET) | Ungern | 73 – 67 (38-38) Rapport | Bosnien och Hercegovina | Pécs |
| 11 juni 1997 kl 17:30 (CET) |        |                         |                         | Pécs |

| 11 juni 1997 kl 19:30 (CET) | Moldavien | 72 – 68 (41-28) Rapport | Italien | Pécs |
| 11 juni 1997 kl 19:30 (CET) |           |                         |         | Pécs |

## Slutspelet

### Kvartsfinaler
| 13 juni 1997 kl 14:00 (CET) | Ryssland | 57 – 74 (31-27) Rapport | Tyskland | Budapest |
| 13 juni 1997 kl 14:00 (CET) |          |                         |          | Budapest |

| 13 juni 1997 kl 16:00 (CET) | Litauen | 68 – 53 (39-26) Rapport | Moldavien | Budapest |
| 13 juni 1997 kl 16:00 (CET) |         |                         |           | Budapest |

| 13 juni 1997 kl 18:00 (CET) | Spanien | 70 – 84 (34-40) Rapport | Ungern | Budapest |
| 13 juni 1997 kl 18:00 (CET) |         |                         |        | Budapest |

| 13 juni 1997 kl 20:00 (CET) | Slovakien | 66 – 57 (31-30) Rapport | Jugoslavien | Budapest |
| 13 juni 1997 kl 20:00 (CET) |           |                         |             | Budapest |

### Semifinaler
| 14 juni 1997 kl 18:00 (CET) | Slovakien | 81 – 55 (37-28) Rapport | Ungern | Budapest |
| 14 juni 1997 kl 18:00 (CET) |           |                         |        | Budapest |

| 14 juni 1997 kl 20:00 (CET) | Litauen | 78 – 77 (34-33) (Förlängning: 8-7) Rapport | Tyskland | Budapest |
| 14 juni 1997 kl 20:00 (CET) |         |                                            |          | Budapest |

### Bronsmatch
| 15 juni 1997 kl 17:00 (CET) | Tyskland | 86 – 61 (42-29) Rapport | Ungern | Budapest |
| 15 juni 1997 kl 17:00 (CET) |          |                         |        | Budapest |

### Final
| 15 juni 1997 kl 19:00 (CET) | Litauen | 72 – 62 (30-29) Rapport | Slovakien | Budapest |
| 15 juni 1997 kl 19:00 (CET) |         |                         |           | Budapest |

| Europamästare: Litauens första EM-titel |

## Placeringsmatcher

### Match om 9:e - 12:e plats
| 13 juni 1997 kl 10:00 (CET) | Ukraina | 75 – 73 (43-41) Rapport | Italien | Budapest |
| 13 juni 1997 kl 10:00 (CET) |         |                         |         | Budapest |

| 13 juni 1997 kl 12:00 (CET) | Bosnien och Hercegovina | 62 – 91 (26-49) Rapport | Tjeckien | Budapest |
| 13 juni 1997 kl 12:00 (CET) |                         |                         |          | Budapest |

### Match om 11:e plats
| 14 juni 1997 kl 10:00 (CET) | Italien | 71 – 64 (32-35) Rapport | Bosnien och Hercegovina | Budapest |
| 14 juni 1997 kl 10:00 (CET) |         |                         |                         | Budapest |

### Match om 9:e plats
| 14 juni 1997 kl 12:00 (CET) | Ukraina | 76 – 90 (38-50) Rapport | Tjeckien | Budapest |
| 14 juni 1997 kl 12:00 (CET) |         |                         |          | Budapest |

### Match om 5:e - 8:e plats
| 14 juni 1997 kl 14:00 (CET) | Moldavien | 73 – 76 (38-44) Rapport | Ryssland | Budapest |
| 14 juni 1997 kl 14:00 (CET) |           |                         |          | Budapest |

| 14 juni 1997 kl 16:00 (CET) | Jugoslavien | 47 – 71 (20-38) Rapport | Spanien | Budapest |
| 14 juni 1997 kl 16:00 (CET) |             |                         |         | Budapest |

### Match om 7:e plats
| 15 juni 1997 kl 13:00 (CET) | Moldavien | 66 – 56 (37-27) Rapport | Jugoslavien | Budapest |
| 15 juni 1997 kl 13:00 (CET) |           |                         |             | Budapest |

### Match om 5:e plats
| 15 juni 1997 kl 15:00 (CET) | Ryssland | 77 – 82 (43-44) Rapport | Spanien | Budapest |
| 15 juni 1997 kl 15:00 (CET) |          |                         |         | Budapest |

## Slutplaceringar
| 1  | Litauen                 |
| 2  | Slovakien               |
| 3  | Tyskland                |
| 4  | Ungern                  |
| 5  | Spanien                 |
| 6  | Ryssland                |
| 7  | Moldavien               |
| 8  | Jugoslavien             |
| 9  | Tjeckien                |
| 10 | Ukraina                 |
| 11 | Italien                 |
| 12 | Bosnien och Hercegovina |